# Exocentrus albosuturalis
Exocentrus albosuturalis är en skalbaggsart som beskrevs av Stefan von Breuning 1961. Exocentrus albosuturalis ingår i släktet Exocentrus och familjen långhorningar. Inga underarter finns listade i Catalogue of Life.